# Ельцовка (приток Чёрной)
Ельцовка — река в России, протекает в Нагорском районе Кировской области. Устье реки находится в 8,2 км по левому берегу реки Чёрная. Длина реки составляет 14 км.
Исток реки на Северных Увалах в лесах в 12 км к юго-востоку от посёлка Кобра (центр Кобринского сельского поселения) и в 43 км к северо-востоку от посёлка Нагорск. Река течёт на северо-восток по ненаселённому частично заболоченному лесному массиву. Впадает в Чёрную в 7 км к юго-востоку от посёлка Орлецы (Кобринское сельское поселение).

## Данные водного реестра
По данным государственного водного реестра России относится к Камскому бассейновому округу, водохозяйственный участок реки — Вятка от истока до города Киров, без реки Чепца, речной подбассейн реки — Вятка. Речной бассейн реки — Кама.
Код объекта в государственном водном реестре — 10010300212111100031006.